# Ясаев, Леча Умарович
Ясаев Леча Умарович (30 сентября 1953 года, Алма-Ата) — российский писатель и поэт чеченского происхождения, член Союза писателей Чеченской Республики, член Союза журналистов России, член международного Пен-клуба, действительный член Академии наук, культуры, образования и бизнеса Кавказа.

### Биография
Родился 30 сентября 1953 года в Алма-Ате, в Казахской ССР. Окончил Московский открытый социальный университет по специальности «Юриспруденция».
Является автором многих поэтических сборников. Публиковался в «Литературной газете», газете «Черкес хэку», журналах «Российский колокол», «Вайнах», «Нана», «Ковчег Кавказа», «Лира Кавказа», альманахе «Голос Кавказа». 
Его стихи переведены на аварский, черкесский, грузинский, английский и польский языки. Член Союзов писателей и журналистов РФ,член Международного Пен-клуба, действительный член Академии наук, культуры, образования и бизнеса Кавказа. 
Леча Ясаев является автором и соавтором поэтических и прозаических сборников стихов и рассказов: «В раковине сердца», «Утреннее эхо», «Лирика-90», «Огнем опаленные строки» и др. Неоднократно публиковался в различных российских и кавказских периодических изданиях. Литературный псевдоним - Ясад. 

### Награды
Награждён орденом «Золотой орёл» им. М. Мамакаева, медалью им. А.П. Чехова, медалью им. A.С. Грибоедова.